# Gilles Andruet
Pour les articles homonymes, voir Andruet.
Gilles Andruet, né le 30 mars 1958 dans le 20e arrondissement de Paris et mort assassiné le 22 août 1995 près de Saulx-les-Chartreux, dans l'Essonne, est un joueur d'échecs français maître international et champion de France 1988. Il est le fils du pilote de course et rallye Jean-Claude Andruet.

## Carrière aux échecs
Gilles Andruet finit troisième du Championnat de France d'échecs en 1984, 1985 et 1986. En 1987, à Rouen, il finit premier, ex æquo avec Christophe Bernard, du championnat national et deuxième après un match de départage disputé à Lyon. 
En tournoi, il remporte le tournoi de Dijon 1987, puis en 1988 celui de Issy-les-Moulineaux.
Il devient un brillant champion de France d'échecs en 1988 à Val Thorens, remportant le tournoi sans perdre une partie avec une marque de 10 points sur 13 (sept victoires et six parties nulles) et 1,5 point d'avance sur Aldo Haïk. L'année suivante, il abandonne en plein tournoi, à Épinal, alors qu'il était en deuxième position, après une vive altercation avec Jean-Luc Seret.
Il a été sélectionné dans l'équipe de France aux olympiades d'échecs de 1982, 1984 et 1988 (au quatrième échiquier) et aux championnats d'Europe par équipe de 1983 et 1989.

## Difficultés financières
En 1993, Andruet utilise une martingale qu'il a élaborée pour gagner au blackjack, grâce à sa mémoire, son esprit mathématique et statistique, et la méthode de comptage des cartes inventée par le joueur américain Ken Uston. La première année, Andruet gagne beaucoup d'argent, et joue de plus en plus dans les casinos des quatre coins du monde, plus pour le plaisir de gagner que par appât du gain. Il attire l'attention avec son tempérament provocateur et les casinos finissent par le repérer. Il se retrouve interdit de blackjack. Malheureusement il est pris par « le démon du jeu ». Ne pouvant plus jouer au blackjack, il se rabat sur la roulette. Contrairement au blackjack, sa mémoire extraordinaire et ses facilités mathématiques ne lui apportent pas plus d'avantage qu'à n'importe quel joueur et il perd donc beaucoup plus souvent qu'il ne gagne. Ses amis tentent de le dissuader de jouer. Pour pouvoir soutenir un tel rythme de vie, il commence à consommer de la drogue (héroïne). L'argent qu'il avait si rapidement gagné au blackjack est vite dilapidé. Il entre dans la spirale infernale du joueur compulsif. Il joue plus d'argent qu'il n'en a, fait des emprunts qu'il ne peut pas rembourser, il est interdit bancaire et fiché à la Banque de France, devient SDF, ses conditions de vie sont de plus en plus précaires.

## Meurtre
Gilles Andruet est victime d'un meurtre crapuleux le 22 août 1995. Malgré une longue enquête, l'interpellation de plusieurs suspects et de nombreux procès, les circonstances précises de sa mort n'ont pu, à ce jour, être établies avec certitude.

## Une partie
Gilles Andruet - Jean-Marc Degraeve, Épinal, 1989,
1. d4 e6 2. c4 f5 3. g3 Cf6 4. Fg2 d5 5. Dc2 c6 6. Ch3 Fe7 7. Cd2 0-0 8. Cf3 Ce4 9. 0-0 g5 10. Ce5 Cd7 11. f3 Cd6 12. b3 Cxe5 13. dxe5 Cf7 14. Fb2 Dc7 15. Dc3 Fc5+ 16. Rh1 Db6 17. e4 g4 18. fxg4 fxe4 19. Cf4 Fb4 20. Dc2 Fd7 21. Ch5 Tad8 22. Cf6+ Rg7 23. h4 Fc8 24. g5 Ch8 25. De2 Cg6 26. Dh5 Txf6 27. exf6+ Rh8 28. f7+ e5 29. Tf6 1-0

## En littérature
Jean-Philippe Toussaint évoque leur amitié dans le dernier quart de son roman L'Échiquier (2023).